# Асотін (Вашингтон)
Асотін (англ. Asotin) — місто (англ. city) в США, в окрузі Асотин штату Вашингтон. Населення — 1204 особи (2020).

## Географія
Асотін розташований за координатами 46°20′2″ пн. ш. 117°2′22″ зх. д. / 46.33389° пн. ш. 117.03944° зх. д. (46.333830, -117.039456).  За даними Бюро перепису населення США в 2010 році місто мало площу 3,08 км², з яких 2,71 км² — суходіл та 0,37 км² — водойми.

## Демографія
Згідно з переписом 2010 року, у місті мешкала 1251 особа в 500 домогосподарствах у складі 352 родин. Густота населення становила 406 осіб/км².  Було 537 помешкань (174/км²).
Расовий склад населення:
| - 93,5 % — білих - 1,5 % — корінних американців - 1,0 % — вихідців з тихоокеанських островів - 1,0 % — чорних або афроамериканців - 0,6 % — азіатів |

До двох чи більше рас належало 2,2 %. Частка іспаномовних становила 2,2 % від усіх жителів.
За віковим діапазоном населення розподілялося таким чином: 25,3 % — особи молодші 18 років, 57,1 % — особи у віці 18—64 років, 17,6 % — особи у віці 65 років та старші. Медіана віку мешканця становила 41,0 року. На 100 осіб жіночої статі у місті припадало 88,1 чоловіків;  на 100 жінок у віці від 18 років та старших — 88,3 чоловіків також старших 18 років.
Середній дохід на одне домашнє господарство  становив 63 471 долар США (медіана — 53 964), а середній дохід на одну сім'ю — 72 252 долари (медіана — 61 250). За межею бідності перебувало 14,6 % осіб, у тому числі 19,3 % дітей у віці до 18 років та 6,6 % осіб у віці 65 років та старших.
Цивільне працевлаштоване населення становило 636 осіб. Основні галузі зайнятості: освіта, охорона здоров'я та соціальна допомога — 25,5 %, мистецтво, розваги та відпочинок — 15,7 %, роздрібна торгівля — 12,4 %, виробництво — 10,1 %.